# الفورمولا (2017)
الفورمولا (بالبرتغالية: A Fórmula‏) هو سلسلة البرازيلية كانت تنتج في الأصل من قبل قناة غلوبو في 2017. أول عرض له كان على قناة إم بي سي 4.

## روابط خارجية
- الفورمولا (2017) على موقع IMDb (الإنجليزية)
- الفورمولا (2017) على موقع قاعدة بيانات الفيلم (الإنجليزية)